# Marlies Kohnle-Gros

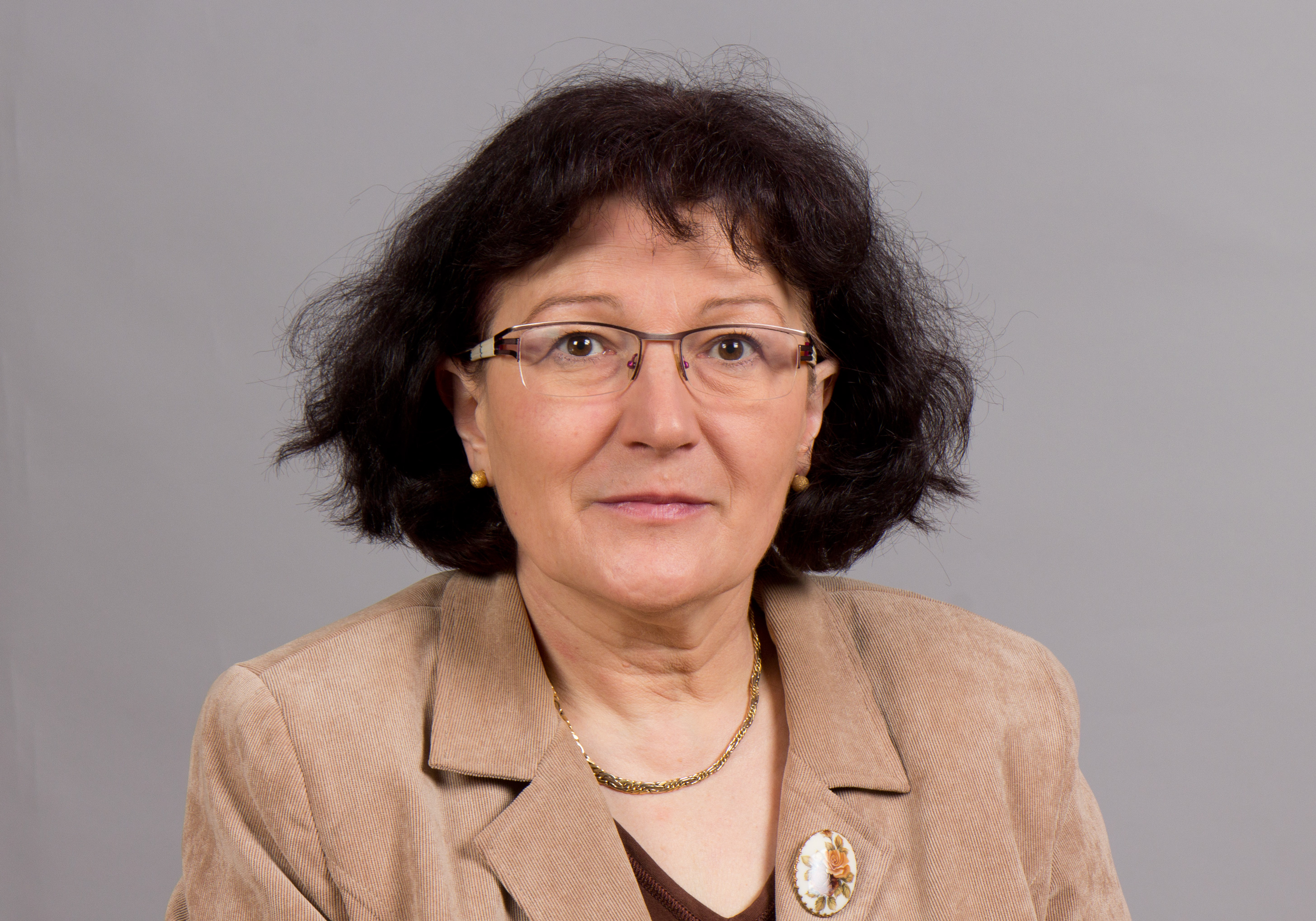
Marlies Kohnle-Gros (2014)

Marlies Kohnle-Gros (* 7. März 1956 in Dornstadt) ist eine deutsche Politikerin (CDU) und war von 1991 bis 2021 Abgeordnete des rheinland-pfälzischen Landtages.

## Leben und Beruf
Nach dem Abitur 1975 in St. Hildegard, privat-katholisches Mädchengymnasium in Ulm, studierte Kohnle-Gros Rechtswissenschaften an der Universität Mannheim. Nach dem Zweiten Juristischen Staatsexamen arbeitete sie zwischen 1983 und 1986 für einen baden-württembergischen Landtagsabgeordneten. Kohnle-Gros ist verheiratet und hat einen Sohn. 
Kohnle-Gros war bis 2011 stellvertretende Vorsitzende der Stiftung Europa-Haus Marienberg. Sie ist Vorsitzende des Beirats der Bischöflichen Stiftung für Mutter und Kind im Bistum Speyer. In der Versammlung der Landeszentrale für Medien und Kommunikation des Landes Rheinland-Pfalz ist sie Mitglied. Sie ist Verwaltungsratsmitglied des Landesverband Rheinland-Pfalz/Saarland e. V. des Deutschen Jugendherbergswerks. Außerdem hat sie den Vorsitz des Verwaltungsrates des Studierendenwerks Kaiserslautern inne und ist Mitglied des Kuratoriums der Technischen Universität Kaiserslautern. Seit 2021 führt sie auch den Freundeskreis der Universität Kaiserslautern. Auch im Vorstand der Atlantischen Akademie Rheinland-Pfalz ist Kohnle-Gros Mitglied, ebenso im Aufsichts- bzw. Verwaltungsrat der Lebenshilfe und des Ökumenischen Gemeinschaftswerkes. Im Oktober 2023 wurde Kohnle-Gros für ihre vielfältigen Verdienste mit dem Bundesverdienstkreuz am Bande ausgezeichnet, das ihr von Clemens Hoch überreicht wurde.

## Politik
1982 trat Kohnle-Gros der CDU bei. Von 1986 bis 1991 war sie Geschäftsführerin der CDU in Kaiserslautern. Seit 1991 war sie Abgeordnete des rheinland-pfälzischen Landtags. Zwischen 2005 und 2010 war Kohnle-Gros Landesvorsitzende der Christdemokraten für das Leben. Seit 2002 ist sie Schatzmeisterin des CDU-Kreisverbandes Kusel.
Sie kandidierte im Wahlkreis Kusel und wurde über die Landesliste gewählt. Im Landtag arbeitete sie als Vorsitzende des Rechtsausschusses und der Kommission nach Artikel 10 GG und als Mitglied im Ausschuss für Medien, Digitale Infrastruktur und Netzpolitik und der Parlamentarischen Kontrollkommission. Sie kandidierte bei der Wahl zum 18. Landtag von Rheinland-Pfalz nicht erneut.